# Liste der Kirchenlieder im freikirchlichen Gesangbuch Feiern & Loben

Vorderansicht des Gesangbuches Feiern & Loben, des gemeinsamen Gesangbuchs ...

... des Bundes Evangelisch-Freikirchlicher Gemeinden in Deutschland ...

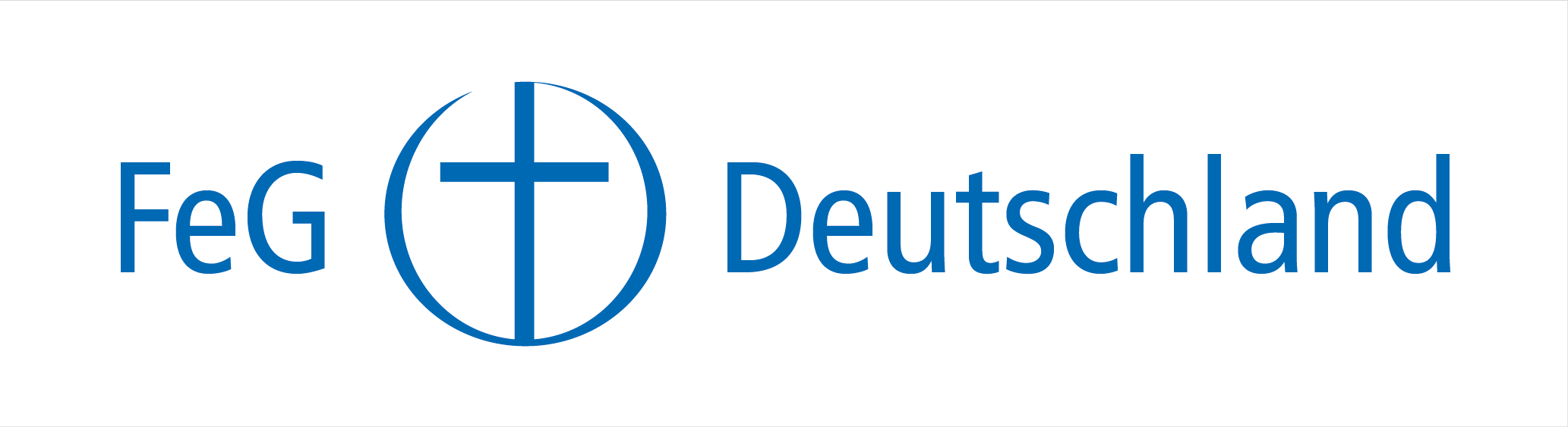
... und des Bundes Freier evangelischer Gemeinden in Deutschland

Die Liste der Kirchenlieder im freikirchlichen Gesangbuch Feiern & Loben  enthält alle Kirchenlieder und Wechsellesungen dieses Gesangbuchs, sortiert nach Nummern.
Feiern & Loben ist das gemeinsame Gesangbuch des Bundes Evangelisch-Freikirchlicher und des Bundes Freier evangelischer Gemeinden.

## Kirchenliederliste
Die Liste orientiert sich an den im Gesangbuch Feiern & Loben verwendeten thematischen Untergliederungen.

### Der Gottesdienst

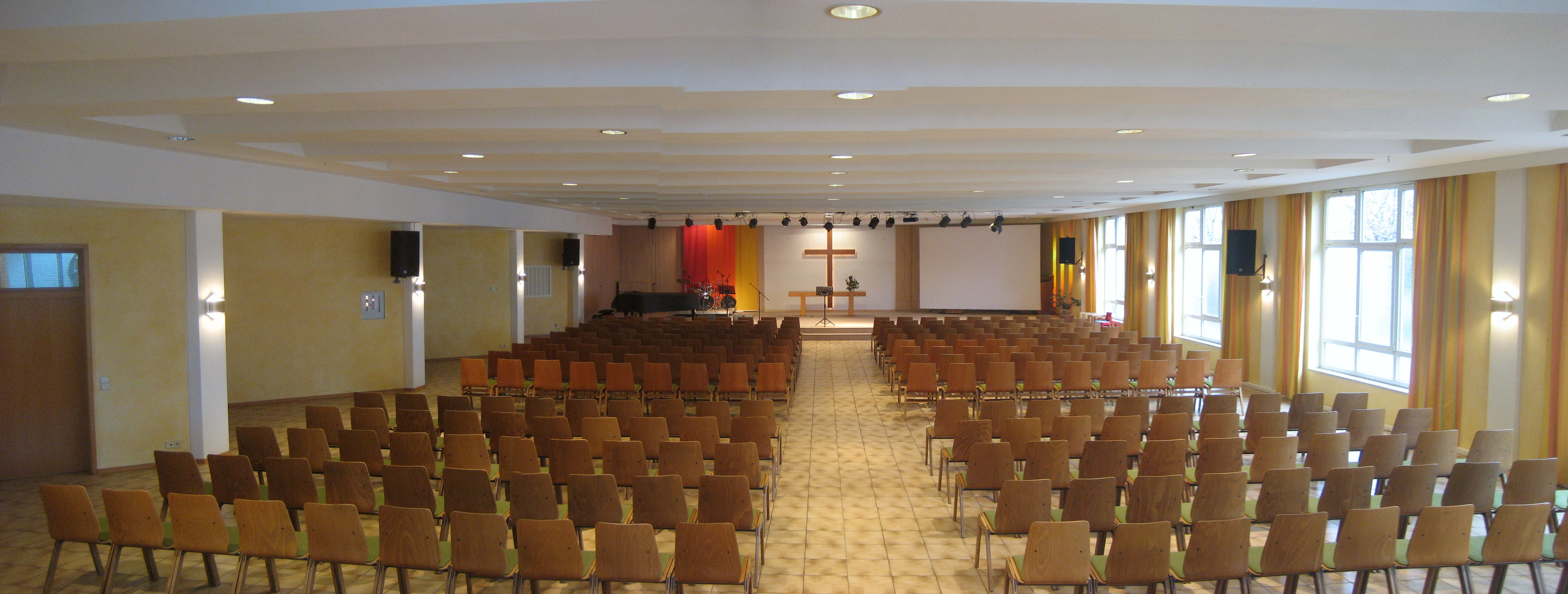
Gottesdienstraum einer Freien evangelischen Gemeinde

#### Anbetung und Lobpreis
- 1 Gott ist gegenwärtig
- 2 Allein Gott in der Höh sei Ehr
- 3 Dir, Gott, sei die Ehre
- 4 Ehr sei dem Vater und dem Sohn (Gloria Patri)
- 5 Gelobet sei der Herr, mein Gott, mein Licht, mein Leben
- 6 Dir, dir, o Höchster, will ich singen
- 7 Laudate omnes gentes
- 8 Jauchzt, alle Lande, Gott zu Ehren
- 9 Singt, singt dem Herren neue Lieder
- 10 Fröhlich sind wir alle, Groß und Klein
- 11 Unser Vater in dem Himmel, dir allein sein Lob und Ehre
- 12 Wer ist wie Du, wer ist wie Du
- 13 Holy, holy, holy! Lord God Almighty
- 14 Vom Aufgang der Sonne bis zu ihrem Niedergang (Kanon)
- 15 Heilig, heilig, heilig bist Du
- 16 Heilig, heilig, heilig ist der Herr (Verzehrendes Feuer)
- 17 Heilig, heilig, heilig (Preist Ihn! Preist Ihn und rühmt Ihn laut)
- 18 Groß ist unser Gott, Herr der Ewigkeit
- 19 Du bist heilig, Du bist Herr
- 20 King of Kings and Lord of Lords
- 21 Er ist heilig, heilig, heilig
- 22 All die Fülle ist in dir, o Herr
- 23 Dank sei dir, ja, Dank sei dir
- 24 Lobt Gott, den Herrn der Herrlichkeit
- 25 Kommt in Sein Tor mit dankbarem Herzen
- 26 Wie groß ist Deine Güte, Herr
- 27 Gott ist gut! Wir singen laut
- 28 Wunderbarer König
- 29 Gott, Dich würdig zu verehren
- 30 Großer Gott, wir loben dich
- 31 Herrscher der Ewigkeit
- 32 Lobt in Seinem Heiligtume den, der große Wunder tut
- 33 Erbaut auf einem Grunde
- 34 Wir sind hier zusammen in Jesu Namen (Kanon)
- 35 Halleluja, ... Herr, Dein Wort bleibt ewiglich
- 36 Herr, im Glanz Deiner Majestät
- 37 Ruft zu dem Herrn (Mein Jesus, mein Retter)
- 38 Du bist erhoben, für immer gehört Dir der Thron
- 39 Jesus, höchster Name
- 40 Er ist der Friedefürst und der allmächtge Gott
- 41 Herr, das Licht Deiner Liebe leuchtet auf (Jesus, dein Licht)
- 41 Shine, Jesus, Shine (Lord, the light of Your love)
- 42 Vater, ich lieb Dich (Herrlich sei Dein Name)
- 43 Groß ist der Herr, Er ist heilig und wahr
- 44 Ich lieb dich, Herr, keiner ist wie du
- 45 Jesus, wir sehen auf dich

#### Lob und Dank
- 46 Du meine Seele, singe
- 47 Der Herr denkt an uns (Kanon für drei Stimmen)
- 48 Nun lasst uns Gott dem Herren Dank sagen und ihn ehren
- 49 Nun jauchzt dem Herren, alle Welt
- 50 Ich will den Herrn loben allezeit (Kanon für drei Stimmen)
- 51 Nun danket alle Gott
- 52 Ich singe dir mit Herz und Mund
- 53 Nun danket all und bringet Ehr
- 54 Sollt ich meinem Gott nicht singen?
- 55 Lobe den Herren, den mächtigen König der Ehren
- 56 Sei Lob und Ehr dem höchsten Gut
- 57 Wie groß ist des Allmächtgen Güte
- 58 Erkennt und erhebt den Herrn dieser Welt
- 59 Dankt, dankt dem Herrn, jauchzt volle Chöre
- 60 Dankt dem Herrn mit frohem Mut
- 61 Danket dem Herrn! Wir danken dem Herrn
- 62 Ich lobe meinen Gott von ganzem Herzen
- 63 Ich will singen dem Herrn mein Leben lang
- 64 Gott, mein Herr, es ist mir ernst
- 65 Du großer Gott, wenn ich die Welt betrachte
- 66 Die Güte des Herrn hat kein Ende, kein Ende
- 67 Halleluja, Halleluja (Das ist das Wort, mit dem man am besten …)
- 68 Halleluja! Lobet Gott in Seinem Heiligtum (Psalm 150)

#### Bitte und Gebet
- 69 Wir suchen Deine Nähe (Erbarme dich / Kyrie, Kyrie eleison)
- 70 Kyrie eleison, Kyrie eleison (aus der orthodoxen Liturgie)
- 71 Verleih uns Frieden gnädiglich
- 72 Gib Frieden, Herr, gib Frieden
- 73 Herr, gib Deinen Frieden
- 74 Kyrie, Kyrie eleison (Communauté de Taizé)
- 75 Ich will beten, Gott wird hören
- 76 Vater, sieh auf unsre Brüder
- 77 Welch ein Freund ist unser Jesus
- 78 Wenn wir singen, wenn wir beten
- 79 Schaffe in mir, Gott, ein reines Herz, und gib mir einen neuen, gewissen Geist
- 80 Ich will, solang ich lebe
- 81 Mach mich still, mach mich still
- 82 Bist zu uns wie ein Vater
- 83 Wenn die Last der Welt
- 84 Dona nobis pacem (Kanon) (Kanon für drei Stimmen)
- 85 Hab ich alle meine Sorgen

#### Wort Gottes

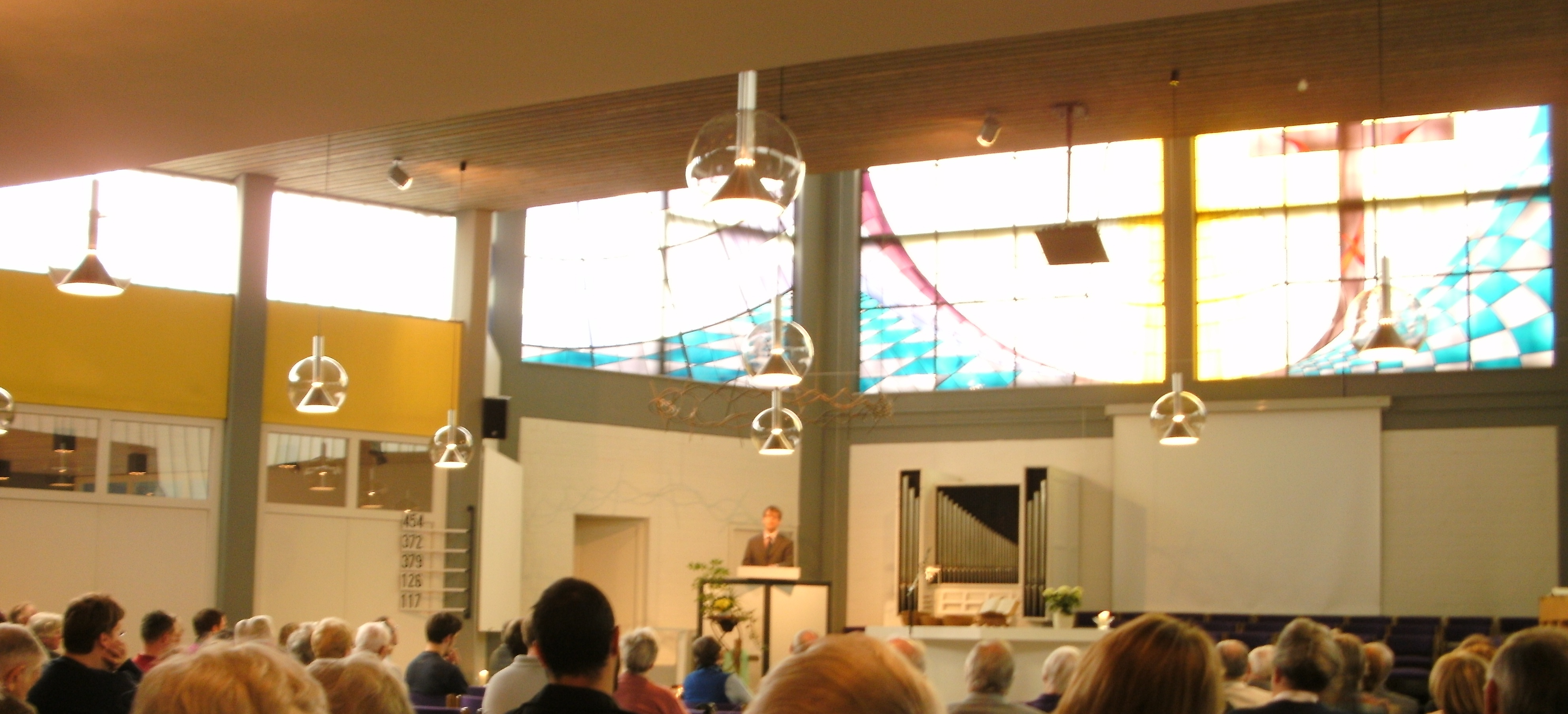
Zentrum eines baptistischen Gottesdienstes: Die Predigt

- 86 Erhalt uns, Herr, bei deinem Wort
- 87 Herr Jesu Christ, dich zu uns wend
- 88 Herr, öffne mir die Herzenstür
- 89 Herr, gib uns Mut zum Hören
- 90 Liebster Jesu, wir sind hier
- 91 Wohl denen, die da wandeln
- 92 Jesus, du, des Lebens Herr
- 93 Ich will den Herren loben allezeit
- 94 Herr, dein Wort, die edle Gabe
- 95 Auf dein Wort will ich trauen
- 96 Stille vor dir, mein Vater (Rede, du mein Vater)
- 97 Wir kommen zu Dir, wir vertraun uns Dir an
- 98 Kopf und Herz sind wie ein Beet
- 99 Von Deinen Worten können wir leben
- 100 Dein Wort ist ein Licht auf meinem Weg
- 101 Dass dein Wort in meinem Herzen
- 102 Herr, in Deinem Namen treffen wir uns hier
- 103 Herr Jesus, öffne uns die Ohren
- 104 Mehr, mehr, mehr als ein Buch
- 105 Komm doch mit und sieh dir an

#### Segen
- 106 Segne und behüte uns durch Deine Güte
- 107 Segen (Herr, segne uns und behüte uns) (Aaronitischer Segen)
- 108 Segne und behüte uns, segne und behüte uns
- 109 Amen, Amen (Kanon)
- 110 Jesus Christus segne dich
- 111 Schalom, Schalom, der Friede sei mit dir
- 112 Brunn alles Heils, dich ehren wir
- 113 Anbetung, Ehre, Dank und Ruhm
- 114 Es segne und behüte uns
- 115 Die Gnade unsers Herrn Jesu Christi
- 116 Ach bleib mit deiner Gnade
- 117 Unsern Ausgang segne Gott
- 118 Friede sei nun mit euch allen
- 119 Schalom, Schalom, der Herr segne uns
- 120 Bewahre uns, Gott, behüte uns, Gott
- 121 Komm, Herr, segne uns, dass wir uns nicht trennen
- 122 Gelobt, gelobt, gelobt (Gelobt sei Gottes Name)
- 123 Gottes guter Segen sei mit euch
- 124 Meinen Frieden, meinen Frieden gebe ich euch
- 125 Die wir uns allhier beisammen finden

### Die Gemeinde

#### Gemeinde und Gemeinschaft
- 126 Herr Jesus, Grundstein der Gemeinde
- 127 Lob Gott getrost mit Singen
- 128 Feiern und loben, bitten und danken
- 129 Wir bringen Dir, der unsern Weg begann
- 130 Ein feste Burg ist unser Gott
- 131 Die Kirche steht gegründet allein auf Jesum Christ
- 132 Ein einig Volk von Brüdern
- 133 Es kennt der Herr die Seinen
- 134 Gesegnet sei das Band, das uns im Herrn vereint
- 135 Herz und Herz vereint zusammen
- 136 Vater, wir suchen die Einheit
- 137 Vater, mach uns eins, Vater, mach uns eins, dass die Welt erkennt
- 138 Gut, dass wir einander haben
- 139 Wegweisend leben aus Deiner Kraft

#### Taufe

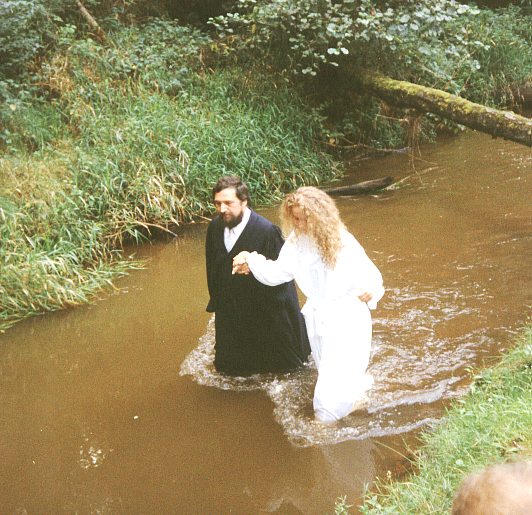
Baptistische Taufe

Taufbecken der Baptistenkirche Heiligenstadt

- 140 Ich bin getauft auf deinen Namen
- 141 Ich bin nicht mehr mein eigen
- 142 Im Namen Gottes werde ich wie Jesus nun getauft
- 143 Du hast mich, Herr, zu dir gerufen
- 144 Der du neues Leben mir schufst
- 145 Lobsinge, getaufte Gemeinde des Herrn

#### Abendmahl

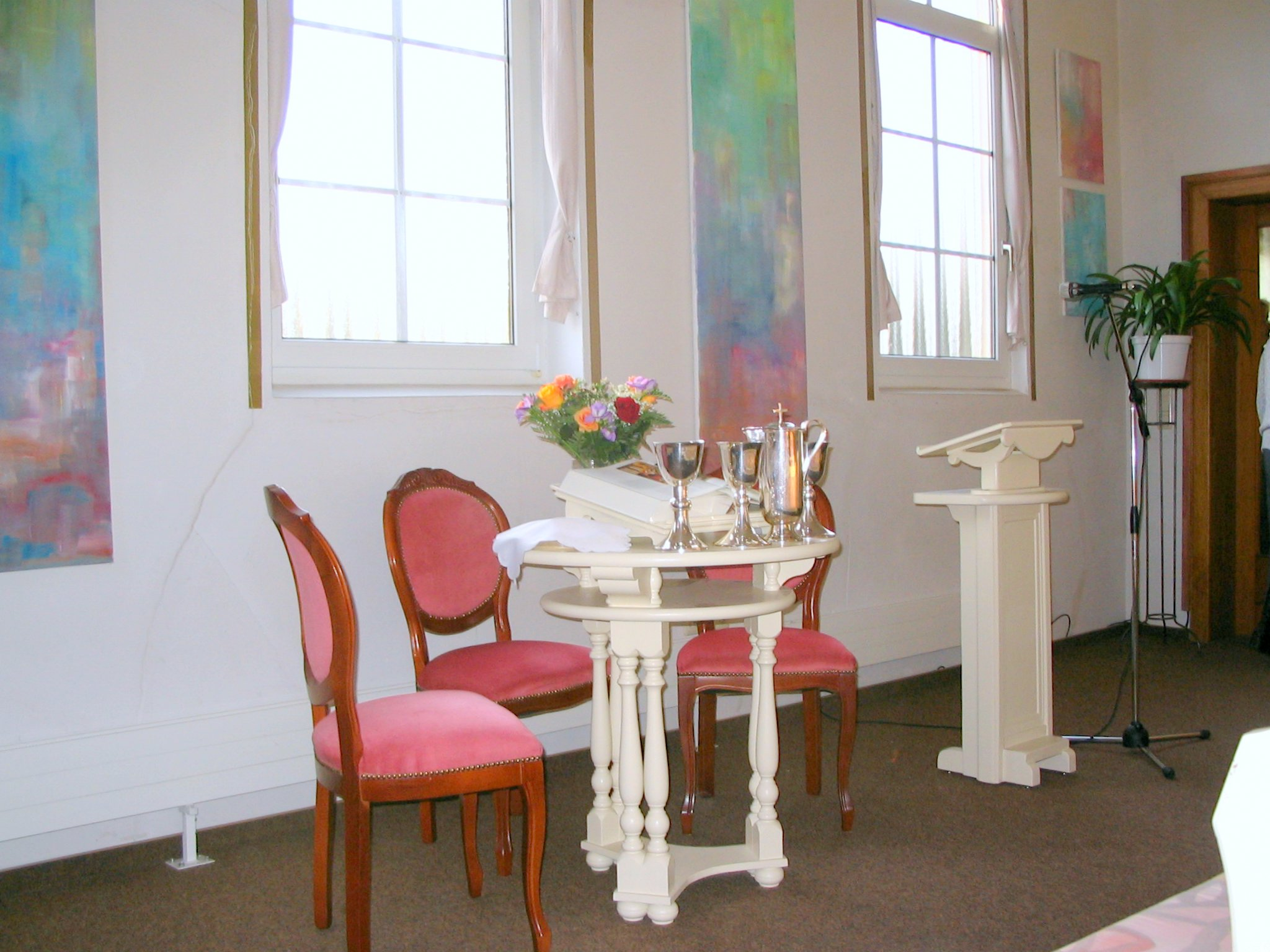
Gedeckter Abendmahlstisch einer Baptistengemeinde

- 146 Wir wollen Deinen Tod verkünden
- 147 Es ist gut, an Deinem Tisch zusammen zu sein
- 148 Christus lud die Seinen alle
- 149 In jener Nacht vor Seinem Tod
- 150 Lasst uns feiern das Mahl, das er uns gab
- 151 Wir preisen deinen Tod
- 152 Kommt zu dem Tische
- 153 Jauchzt und singt dem Gott, der an uns denkt
- 154 Kommt zum Mahl, für uns bereitet
- 155 Dem, der uns liebt und uns von unsren Sünden
- 156 Schmeckt doch und seht: Freundlich ist der Herr
- 157 Auf dem Lamm ruht meine Seele
- 158 Zu Deinem Tisch sind wir geladen

#### Sendung und Dienst
- 159 Wach auf, du Geist der ersten Zeugen
- 160 Licht, das in die Welt gekommen
- 161 Der Herr ist gut, in dessen Dienst wir stehn
- 162 Die Sach ist dein, Herr Jesu Christ
- 163 Nun aufwärts froh den Blick gewandt
- 164 Sonne der Gerechtigkeit
- 165 Herr, wir bitten: Komm und segne uns
- 166 Wir wolln uns gerne wagen
- 167 Herr, wir stehen Hand in Hand
- 168 Beleb dein Werk, o Herr
- 169 Gottes Stimme lasst uns sein
- 170 Herr, lass deine Wahrheit
- 171 Wenn Christus heute Menschen sucht
- 172 Du, Herr, heißt uns hoffen
- 173 Schenk uns Weisheit, schenk uns Mut
- 174 Beschenkt (Wer das neue Leben wagt)
- 175 Wenn du mich sendest, will ich gehn
- 176 Wenn der Herr mich befreit
- 177 Zeichen der Liebe (Seid fröhlich in der Hoffnung)
- 178 Lord, I receive Your gift of love

### Das Kirchenjahr

#### Advent
- 179 Macht hoch die Tür

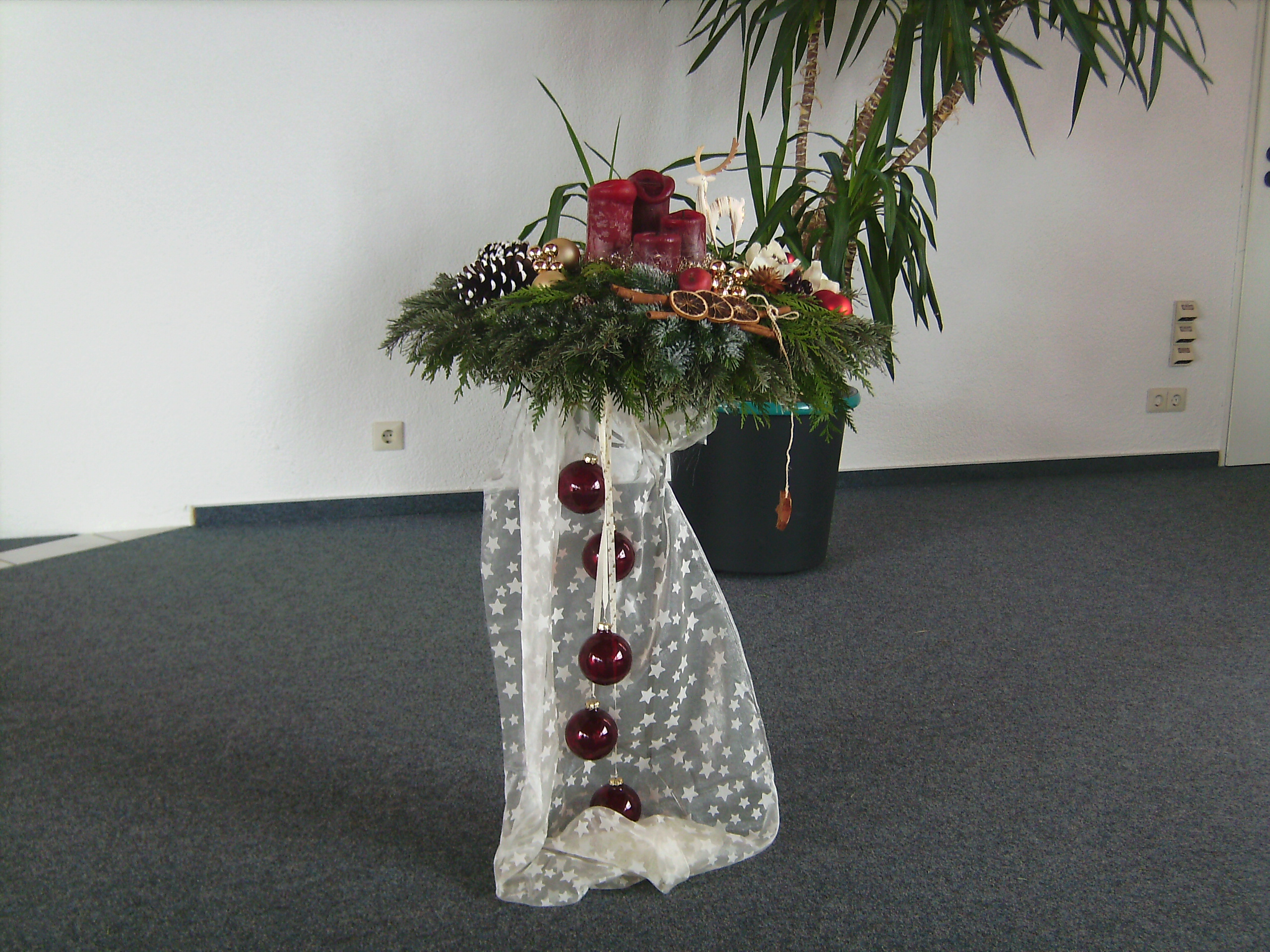
Adventsgesteck in einer Baptistenkirche

- 180 Er ist die rechte Freudensonn (Kanon für drei Stimmen)
- 181 Nun jauchzet, all ihr Frommen
- 182 Wie soll ich dich empfangen
- 183 O komm, o komm, Du Morgenstern
- 184 Ein Stern strahlt in die Weite
- 185 Freue dich, Welt, der Herr ist da
- 186 Sieh, dein König kommt zu dir
- 187 Tochter Zion, freue dich
- 188 Der Morgenstern ist aufgedrungen
- 189 O Heiland, reiß die Himmel auf
- 190 Die Nacht ist vorgedrungen
- 191 Es kommt ein Schiff, geladen
- 192 Mit Ernst, o Menschenkinder
- 193 Meine Seele erhebt den Herrn
- 194 Gott sei Dank durch alle Welt
- 195 Komm in unsre stolze Welt
- 196 Preist den König, der da kommt
- 197 Wir grüßen den, der zu uns kommt
- 198 Jetzt ist es wieder höchste Zeit (Macht die Tore weit)

#### Weihnachten
- 199 Lobt Gott, ihr Christen alle gleich
- 200 Vom Himmel hoch da komm ich her
- 201 Dies ist der Tag, den Gott gemacht
- 202 Nun singet und seid froh
- 203 Es ist ein Ros entsprungen
- 204 Freuet euch, ihr Christen alle (Freude, Freude über Freude)
- 205 Gelobet seist du, Jesu Christ
- 206 Fröhlich soll mein Herze springen
- 207 Dies ist die Nacht, da mir erschienen
- 208 Ich steh an deiner Krippen hier
- 209 Gloria, Gloria in excelsis Deo (Gloria in excelsis Deo)
- 210 Kommt und lasst uns Christus ehren
- 211 Jauchzet, ihr Himmel, frohlocket, ihr Engel in Chören
- 212 Herbei, o ihr Gläub'gen (Herbei, o ihr Gläubigen)
- 213 O lasset uns anbeten, o lasset uns anbeten
- 214 Du Kind, zu dieser heilgen Zeit
- 215 Ohne Anfang, ohne Ende
- 216 Es wird nicht immer dunkel sein
- 217 In der Nacht von Bethlehem
- 218 Freut euch, freut euch, Menschenkinder
- 219 Hört, der Engel helle Lieder
- 220 O du fröhliche, o du selige
- 221 Stille Nacht, heilige Nacht
- 222 Kommet, ihr Hirten, ihr Männer und Fraun
- 223 Mit den Hirten will ich gehen
- 224 Im Stall an der Krippe
- 225 Wisst ihr noch, wie es geschehen
- 226 Nur ein Stall am Rand der Welt
- 227 Die Weihnachtsfreude, die pustet keiner aus
- 228 Alle schauen auf das große Tor (Große Leute gehn durchs große Tor)

#### Jahreswende
- 229 Das Jahr geht hin, nun segne du
- 230 Nun lasst uns gehn und treten
- 231 Bleib bei uns, wenn der Tag entweicht
- 232 Jesus soll die Losung sein
- 233 Bis hierher hat mich Gott gebracht
- 234 Wir sind in Gottes Händen
- 235 Der du die Zeit in Händen hast
- 236 Von guten Mächten wunderbar geborgen

#### Passion
- 237 Christe, du Lamm Gottes
- 238 Jesu, Deine Passion
- 239 Wenn ich vor Deinem Kreuze stehe
- 240 Herzliebster Jesu, was hast du verbrochen
- 241 O Haupt voll Blut und Wunden
- 242 Wir danken dir, Herr Jesu Christ, dass du für uns gestorben bist
- 243 Du großer Schmerzensmann
- 244 Fürwahr, Er trug unsre Krankheit
- 245 Ich steh an Deinem Kreuz, Herr Christ
- 246 O Welt, sieh hier dein Leben
- 247 Die letzte Nacht mit Freunden
- 248 Schau ich zu deinem Kreuze hin
- 249 Nun gehören unsre Herzen
- 250 Für mich gingst Du nach Golgatha (Herr, Deine Liebe ist so groß)
- 251 Aus Liebe bis zum Tod am Kreuz
- 252 Kommt und seht Gottes Sohn (Dein Tod hat uns befreit)
- 253 Würdig das Lamm, das geopfert ist
- 254 Die Majestät legtest Du ab

#### Ostern
- 255 Christ ist erstanden von der Marter alle
- 256 Auf, auf, mein Herz, mit Freuden
- 257 Er ist wahrhaftig auferstanden, der für uns litt
- 258 Gelobt sei Gott im höchsten Thron
- 259 Christus ist auferstanden! Freud ist in allen Landen
- 260 Er ist erstanden, Halleluja
- 261 Jesus lebt, mit ihm auch ich
- 262 O herrlicher Tag, o fröhliche Zeit
- 263 Freuet euch, das Grab ist leer
- 264 Dass er lebt, dass er lebt
- 265 Der König lebt, preist ihn, den Auferstandnen
- 266 Wir wollen alle fröhlich sein in dieser österlichen Zeit
- 267 Der Herr ist auferstanden (Er ist wahrhaftig auferstanden)
- 268 Christ, der Herr, ist auferstanden (Halleluja, sagt es laut in allen Landen)

#### Himmelfahrt
- 269 Preist den Herren Jesus Christ, Halleluja
- 270 Laut rühmet Jesu Herrlichkeit (Krönt Ihn)
- 271 Lob, Ehr und Preis dir, Gottes Lamm
- 272 Krönt Jesus, unsern Herrn
- 273 Jesus Christus herrscht als König
- 274 Mit Jauchzen freuet euch (Singt laut das Lied vom Sieg und Reich)
- 275 Jesus, Du bist König mitten unter uns
- 276 Würdig und herrlich ist das Lamm

#### Pfingsten
- 277 O Heiliger Geist, o heiliger Gott
- 278 Komm, o komm, du Geist des Lebens
- 279 Schmückt das Fest mit Maien
- 280 Zieh ein zu deinen Toren
- 281 Nun bitten wir den Heiligen Geist
- 282 Geist des Glaubens, Geist der Stärke
- 283 O komm, du Geist der Wahrheit
- 284 Erwecke und belebe uns, du Geist der Freiheit
- 285 Komm, Du Geist, Kraft aus der Höhe

#### Wiederkunft
- 286 Wir warten dein, o Gottessohn
- 287 Wachet auf, ruft uns die Stimme
- 288 Wie schön leuchtet der Morgenstern
- 289 Herr, mach uns stark im Mut, der dich bekennt
- 290 Ihr lieben Christen, freut euch nun
- 291 Freut euch! Der Herr ist nah
- 292 Dass Jesus siegt, bleibt ewig ausgemacht
- 293 Die Gott lieben, werden sein wie die Sonne
- 294 Bald schon kann es sein, dass wir Gott als König sehn
- 295 Lobpreiset unsern Gott (Freuet euch, ich komm)
- 296 Herr, wir glauben, dass Du wiederkommst
- 297 Blinde werden sehn (Denn die Wüste wird blühn)

### Ruf zum Glauben

#### Einladung
- 298 Kommt, atmet auf, ihr sollt leben
- 299 Komm, sag es allen weiter!
- 300 Stimmt zu Gottes Ehren froh ein Loblied an
- 301 Viele bunte Lichter (Doch ein Licht ist gekommen)
- 302 Vergiss nicht zu danken
- 303 O Gott, dir sei Ehre (Preist den Herrn)
- 304 Jesus kam für dich. Jesus kam für mich
- 305 Komm, folge Jesus
- 306 Jesus Christus starb für mich
- 307 Jesus ist die Antwort
- 308 Es ist niemand zu groß (Gott öffnet jedem die Tür)
- 309 Singt ein Lied von Gott (Gott ist da)
- 310 Du bist Gottes Liebe auf den ersten Blick (Gott ist kein Gedanke)
- 311 Bist du groß oder bist du klein (Gott liebt dich)
- 312 Bau nicht dein Haus auf den losen Sand
- 313 Bis an das Ende der Welt

#### Umkehr und Glauben
- 314 Schaff in mir, Gott, ein reines Herz und tilge meine Sünden
- 315 Aus tiefer Not schrei ich zu dir
- 316 Ist Gott für mich, so trete gleich alles wider mich
- 317 Ich freu mich in dem Herren aus meines Herzens Grund
- 318 Such, wer da will, ein ander Ziel
- 319 Mir ist Erbarmung widerfahren
- 320 Ein reines Herz, Herr, schaff in mir
- 321 O Herr, nimm unsre Schuld, mit der wir uns belasten
- 322 Wir danken Dir, Herr Jesu Christ, dass Du unser Erlöser bist
- 323 Amazing Grace (Amazing grace, how sweet the sound, that saved a wretch like me.)
- 324 Ich blicke voll Beugung und Staunen
- 325 Du bist der Weg und die Wahrheit und das Leben
- 326 Groß ist dein Name, Herr, wir loben dich
- 327 Du hast gesagt: Ich bin der Weg
- 328 Herr, Dein Name sei erhöht
- 329 Allein deine Gnade genügt
- 330 Du hast Erbarmen
- 331 Nimmst Du mich noch einmal an?
- 332 Ich geb mein Leben hin an Dich
- 333 Herr, ich komme zu dir (Gib mir ein neues, ungeteiltes Herz)
- 334 Hab Dank von Herzen, Herr
- 335 Ich bin geliebt, geliebt
- 336 Immer wieder hören wir Dein Wort
- 337 Ja, ich will singen, ich will singen
- 338 Wir glauben Gott im höchsten Thron

#### Bekenntnis

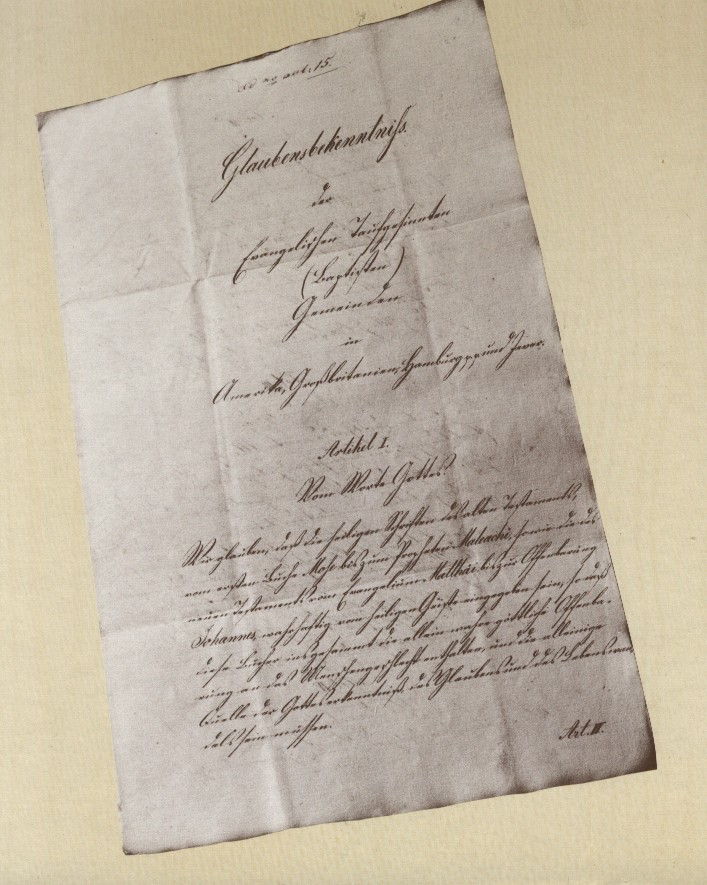
Schriftlich verfasstes baptistisches Glaubensbekenntnis von 1840

- 339 Christi Blut und Gerechtigkeit
- 340 Es ist in keinem andern Heil
- 341 Ich habe nun den Grund gefunden
- 342 Weicht, ihr Berge, fallt, ihr Hügel
- 343 Ich weiß, woran ich glaube
- 344 Schönster Herr Jesu
- 345 Gott, der da reich ist an Barmherzigkeit (Durch Seine große Liebe)
- 346 Jesus ist kommen, Grund ewiger Freude
- 347 Gott ist die Liebe
- 348 Stern, auf den ich schaue
- 349 Seligstes Wissen: Jesus ist mein (Lasst mich's erzählen, Jesus zur Ehr)
- 350 Christus, das Licht der Welt: welch ein Grund zur Freude
- 351 Er ist der Erlöser
- 352 Lobe den Herrn, meine Seele, und Seinen heiligen Namen
- 353 Es gibt bedingungslose Liebe
- 354 O Gott, sei gelobt für die Liebe im Sohn (Halleluja, sei gepriesen)
- 355 Bei dir, Jesu, will ich bleiben

### Leben im Glauben

#### Nachfolge und Hingabe
- 356 Ich will dich lieben, meine Stärke
- 357 Mein Jesus, ich lieb' dich
- 358 Für dich sei ganz mein Herz und Leben (Ich bete an die Macht der Liebe)
- 359 Gott, du bist Licht und wohnst im Licht
- 360 Nun so will ich denn mein Leben
- 361 Ich vergesse, was hinter mir liegt
- 362 Jesus nah, ganz nah
- 363 Leben aus der Quelle, Leben nur aus Dir
- 364 Weinstock bist Du
- 365 Unser Herr sagt uns in Seinem Wort (Wenn wir fest mit Ihm verbunden sind)
- 366 Bleibet in mir: Ihr werdet leben
- 367 Der für mich starb, der um mich warb
- 368 Nimm mein Leben, Jesu, dir übergeb ich's für und für
- 369 So jemand spricht: Ich liebe Gott
- 370 Herr, Deine Güte reicht, so weit der Himmel ist (Deine Gerechtigkeit steht wie die Berge)
- 371 Wie ein Fest nach langer Trauer (So ist Versöhnung)
- 372 Ich lobe meinen Gott, der aus der Tiefe mich holt
- 373 Jesus, zu Dir kann ich so kommen, wie ich bin
- 374 Jesus in meinem Haus (Danke, Vater, für das Leben)
- 375 Komm zu uns, Du Kraft des neuen Lebens (Der Glaube ist mehr)
- 376 Wenn unser Glaube nicht mehr als ein Standpunkt ist
- 377 Ich möchte Glauben haben, der über Zweifel siegt
- 378 Herr, lenke mein Reden
- 379 Du gibst das Leben, das sich wirklich lohnt
- 380 Mehr lieben möcht' ich dich
- 381 Herr, füll mich neu
- 382 Jesus, Du allein bist genug
- 383 In dir ist mein Leben
- 384 Das Höchste meines Lebens
- 385 Meine Hoffnung und meine Freude

#### Trost und Vertrauen
- 386 Was mein Gott will, gescheh allzeit
- 387 Warum sollt ich mich denn grämen
- 388 Lass mich dein sein und bleiben
- 389 Von Gott will ich nicht lassen
- 390 Jesu, meine Freude (Choral)Jesu, meine Freude, meines Herzens Weide
- 391 Auf meinen lieben Gott trau ich in Angst und Not
- 392 Wer nur den lieben Gott lässt walten
- 393 In dir ist Freude
- 394 Was Gott tut, das ist wohlgetan
- 395 Wir sind Dein Eigentum, wir sind in Deinen Händen
- 396 Nun sich das Herz von allem löste
- 397 Ich schließe mich aufs neue
- 398 Stark ist meines Jesu Hand
- 399 Ich steh in meines Herren Hand
- 400 Ach mein Herr Jesu, dein Nahesein
- 401 Wie ein Strom von oben
- 402 Herr, weil mich festhält deine starke Hand
- 403 Solang mein Jesus lebt (So lang mein Jesus lebt)
- 404 Der Herr, mein Hirte, führet mich
- 405 Der Herr ist mein Hirte, mir wird nichts mangeln
- 406 Jesus, Du bist ganz nah bei mir
- 407 Du bist da, jeden Tag (Wenn ich erwache, bist Du da)
- 408 Du bist so gut zu uns
- 409 Wir vertrauen unserm Gott
- 410 Du bist nicht allein (Auch bei Krankheit und Kummer)
- 411 Ich will Dich loben, ich möchte Dir danken (Du stehst zu mir)
- 412 Du bist mein Herr (Weil Du immer zu mir hältst)
- 413 Du bist mein Ziel, mein Gott
- 414 Gott zeigt mir den Weg
- 415 Meine Zeit steht in Deinen Händen
- 416 Wo ich auch stehe (Und ich danke Dir, dass Du mich kennst und trotzdem liebst)
- 417 Du bist meine Zuflucht und Stärke Du bist meine Hilfe in Not
- 418 Vater, ich komme jetzt zu Dir
- 419 Wer auf Gott vertraut (Denn Er hat Seinen Engeln befohlen)
- 420 Ich trau auf Dich, oh Herr
- 421 Du bist die Kraft, die mir oft fehlt (Alles bist du mir, Herr)
- 422 Du bist mein Zufluchtsort, ich berge mich in deiner Hand
- 423 Wer Gott folgt, riskiert seine Träume
- 424 Herr, Du gibst uns Hoffnung, Du änderst unser Leben
- 425 Du hast mir so oft neuen Mut gegeben (Ich danke Dir, mein Gott)

#### Lebensweg
- 426 Jesu, geh voran
- 427 Herr Jesus, segne dieses Kind
- 428 Befiehl du deine Wege
- 429 So nimm denn meine Hände
- 430 In allen meinen Taten lass ich den Höchsten raten
- 431 Gelobt sei deine Treu, die jeden Morgen neu
- 432 Weiß ich den Weg auch nicht
- 433 Ich bin durch die Welt gegangen
- 434 Gott wird dich tragen, drum sei nicht verzagt
- 435 Ja, ich will euch tragen bis zum Alter hin
- 436 O Gott, du frommer Gott
- 437 Breit Deine starken Hände
- 438 Geh unter der Gnade (Alte Stunden alte Tage...)
- 439 Vertraut den neuen Wegen
- 440 Viele kleine Leute an vielen kleinen Orten
- 441 Wir haben Gottes Spuren festgestellt (Zeichen und Wunder sahen wir geschehn)
- 442 Hast du schon mal ein Haus gebaut (Trau dich ran)
- 443 Immer und überall (Vom Anfang bis zum Ende)

#### Tod und Ewigkeit
- 444 Jesus, meine Zuversicht
- 445 Christus, der ist mein Leben
- 446 O Welt, ich muss dich lassen
- 447 Meinen Jesus lass ich nicht

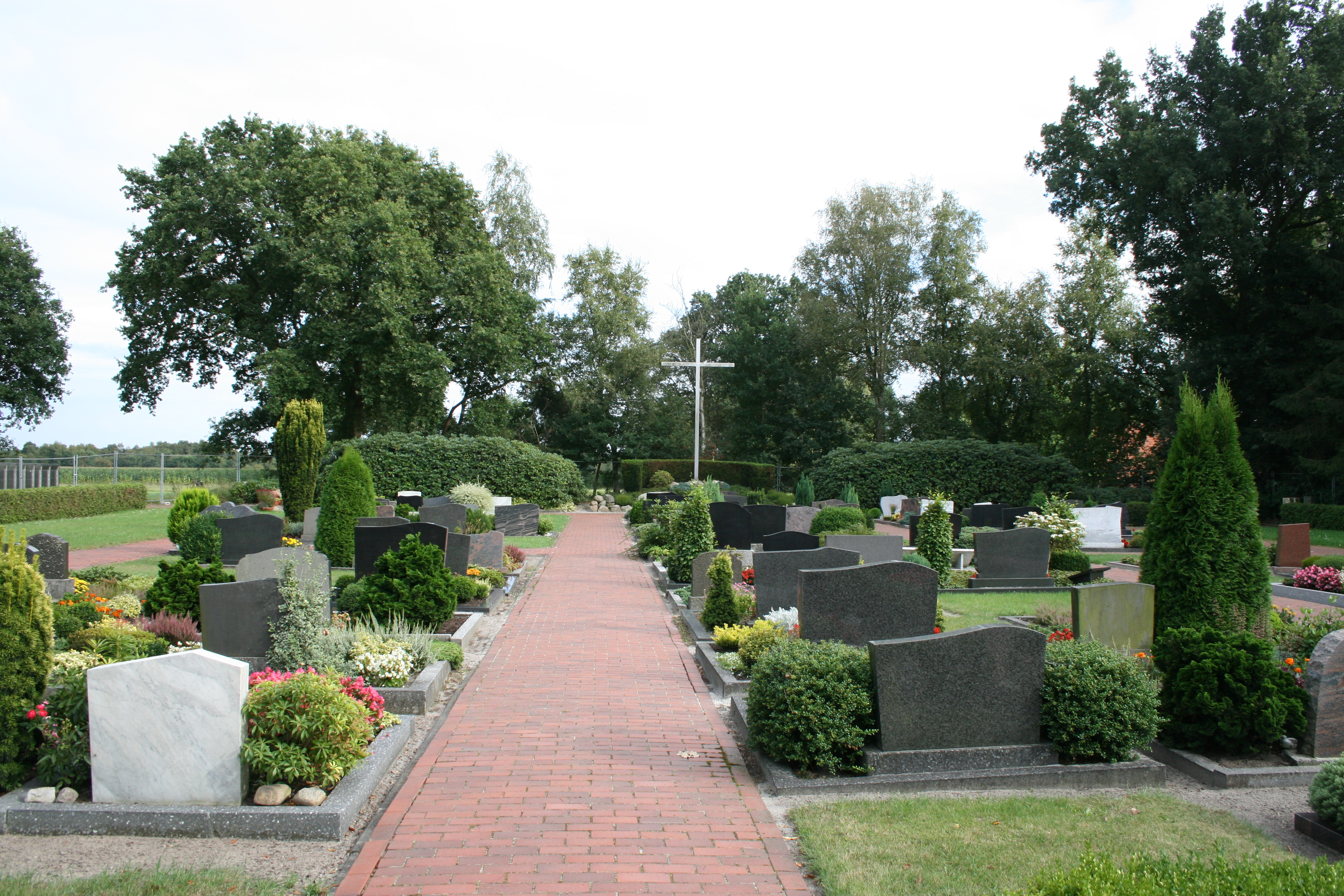
Baptistischer Friedhof

- 448 Noch ehe die Sonne am Himmel stand (Du bist Gott, unser Gott)
- 449 Du kannst nicht tiefer fallen
- 450 Wir sind nur Gast auf Erden
- 451 Herr, lehre uns, dass wir sterben müssen
- 452 Brich herein, heller Schein
- 453 Wenn nach der Erde Leid, Arbeit und Pein (Das wird allein Herrlichkeit sein)

### Tages und Jahreszeiten

#### Morgen
- 454 Er weckt mich alle Morgen
- 455 All Morgen ist ganz frisch und neu
- 456 Die helle Sonn leucht jetzt herfür
- 457 Die güldne Sonne
- 458 Gott des Himmels und der Erden
- 459 Morgenglanz der Ewigkeit
- 460 Lobet den Herren alle, die ihn ehren
- 461 Wach auf, mein Herz, und singe
- 462 Aus meines Herzens Grunde sag ich dir Lob und Dank
- 463 Mein erst Gefühl sei Preis und Dank
- 464 Heut wurde Tag wie am ersten Morgen
- 465 Danke für diesen guten Morgen

#### Mittag
- 466 Der Tag ist seiner Höhe nah
- 467 Alle guten Gaben
- 468 Segne, Herr, was Deine Hand
- 469 Vater, segne diese Speise
- 470 Aller Augen warten auf Dich, Herre

#### Abend
- 471 Der Tag ist um, die Nacht kehrt wieder
- 472 Herr, bleib bei mir, der Abend bricht herein (Bleib bei mir, Herr!)
- 473 Ein Tag ist vorüber
- 474 Nun ruhen alle Wälder
- 475 Nun sich der Tag geendet
- 476 Hinunter ist der Sonne Schein
- 477 Mein schönste Zier und Kleinod
- 478 Werde munter, mein Gemüte
- 479 Es wird Abend, schlafen geht die Welt
- 480 Herr, am Ende dieses Tages
- 481 Der Mond ist aufgegangen
- 482 Herr, bleibe bei uns
- 483 Abend ward, bald kommt die Nacht

#### Jahreszeiten
- 484 Wenn ich, o Schöpfer, deine Macht
- 485 Gott beschenkt uns reich mit Gaben
- 486 Herr, ich sehe deine Welt
- 487 Sonne, Mond und Sterne (Lasst uns loben unsern Gott und Vater)
- 488 Wer die richtigen Augen hat (Alles jubelt, alles singt)
- 489 Freuet euch der schönen Erde
- 490 All das Schöne in der Welt
- 491 Himmel, Erde, Luft und Meer zeugen von des Schöpfers Ehr
- 492 Meinem Gott gehört die Welt
- 493 Geh aus, mein Herz, und suche Freud
- 494 Wir pflügen und wir streuen (Alle gute Gabe)
- 495 Du hast das Jahr gekrönt mit Deinen Gaben (Die Sonne brachte Wärme)
- 496 Herr, die Erde ist gesegnet
- 497 Solange die Erde steht, soll nicht aufhören
- 498 Nun preiset alle Gottes Barmherzigkeit
- 499 Du hast uns Deine Welt geschenkt
- 500 Auf, Seele, Gott zu loben

## Wechsellesungen und Gebete im Anhang
Die biblischen Wechsellesungen bestehe aus Texten des Alten und Neuen Testaments. Schwerpunktmäßig handelt es sich dabei um ausgewählte Abschnitte aus den Psalmen, dem Buch Jesaja und hymnologischen Text des Neuen Testaments. Die in Klammern gesetzten Zahlen geben wieder, unter welcher Nummer der jeweilige Text im Gesangbuch zu finden ist.
Psalmen
Psalm 1 (501); Psalm 8 (502); Psalm 16 (503); Psalm 18 (504); Psalm 19 (505); Psalm 22 (A: 506); Psalm 22 (B: 507); Psalm 23 (508); Psalm 24 (A: 509); Psalm 24 (B: 510); Psalm 25 (511); Psalm 27 (512); Psalm 30 (513); Psalm 31 (514); Psalm 32 (515); Psalm 33 (516); Psalm 34 (517); Psalm 36 (518); Psalm 39 (519); Psalm 40 (520); Psalm 42 / Psalm 43 (521); Psalm 46 (522); Psalm 51 (523); Psalm 57 (524); Psalm 62 (525); Psalm 63 (526); Psalm 65 (527); Psalm 66 (528); Psalm 67 (529); Psalm 71 (530); Psalm 73 (531); Psalm 84 (532); Psalm 86 (533); Psalm 89 (534); Psalm 90 (535); Psalm 91 (536); Psalm 92 (537); Psalm 95 (538); Psalm 96 (539); Psalm 98 (540); Psalm 100 (541); Psalm 103 (A: 542); Psalm 103 (B: 543); Psalm 104 (544); Psalm 105 (545); Psalm 107 (546); Psalm 108 (547); Psalm 111 (548); Psalm 113 (549); Psalm 116 (550); Psalm 118 (551); Psalm 119 (A: 552); Psalm 119 (B: 553); Psalm 121 (554); Psalm 126 (555); Psalm 139 (556); Psalm 136 (557); Psalm 139 (558); Psalm 143 (559); Psalm 145 (560); Psalm 146 (561); Psalm 148 (562); Psalm 150 (563)
Jesaja
Jesaja 9 (564); Jesaja 12 (565); Jesaja 53 (566)
Neues Testament
Lobgesang der Maria in Lukas 1,46–55 (567); Lobgesang des Zacharias in Lukas 168–79 (568); Seligpreisungen in Matthäus 5,3–10 (569); Römer 8 (570); Das Hohelied der Liebe in 1. Korinther 13 (571); 1. Korinther 15 (572); Christushymnus in Philipper 2,5–11 (573); Kolosser 1 (574); Hebräer 13 (575);
Abschluss
Beschlossen wird der Abschnitt mit dem
- Vater Unser in Matthäus 6,9–13 (576) und dem
- Apostolischen Glaubensbekenntnis (577) aus dem 5. Jahrhundert in der Textfassung von 1970

## Liste der fremdsprachigen Lieder
Eine Reihe der Kirchenlieder in Feiern & Loben verfügen auch über fremdsprachige Texte. Einige englische Texte sind in verschiedenen Ausgaben des Buchs enthalten, zum Teil auch mit Übersetzung.
- 7 Laudate omnes gentes (Lobsingt, ihr Völker alle) (lateinisch)
- 13 Holy, holy, holy! Lord God Almighty (Heilig, heilig, heilig! Gott, dir sei Ehre) (englisch)
- 20 King of Kings and Lord of Lords (Herr der Herren, dir sei Lob und Ehre) (englisch)
- 27 God Is Good (Gott ist gut) (englisch)
- 37 My Jesus, My Saviour (Shout to the Lord) (Mein Jesus, mein Retter [Ruft zu dem Herrn]) (englisch)
- 38 He Is Exalted, the King Is Exalted on High (Du bist erhoben [für immer gehört dir der Thron]) (englisch)
- 41 Shine, Jesus, Shine (Lord, the light of Your Love)  (Jesus, dein Licht [Herr, das Licht deiner Liebe leuchtet auf]) (englisch)
- 42 Father, we love You (Glorify thy name) (Vater, wir lieben dich [Herrlich sei dein Name]) (englisch)
- 43 Great Is the Lord (He Is Holy and Just) (Groß ist der Herr, Er ist heilig und wahr) (englisch)

- 70 Kyrie eleison, Kyrie eleison (zum Teil griechisch)
- 74 Kyrie, Kyrie eleison (Communauté de Taizé) (griechisch)
- 77 What a Friend We Have in Jesus (Welch ein Freund ist unser Jesus) (englisch)
- 84 Dona nobis pacem (Kanon) (lateinisch)
- 100 Thy Word Is a Lamp Unto My Feet (Dein Wort ist ein Licht auf meinem Weg) (englisch)
- 178 Lord, I Receive Your Gift of Love (When We Walk in Love) (englisch)
- 196 Blessed is the King who Comes (Preist den König, der da kommt) (englisch)
- 209 Gloria, Gloria in excelsis Deo (Gloria in excelsis Deo, lateinisch)
- 254 You Laid Aside Your Majesty (Die Majestät legtest du ab) (englisch)
- 272 Crown Him with Many Crowns (Krönt Jesus, unsern Herrn) (englisch)
- 294 Soon and Very Soon (Bald schon kann es sein [dass wir Gott als König sehn]) (englisch)
- 299 Go Tell It on the Mountain (Komm, sag es allen weiter) (englisch)
- 303 To God Be the Glory (Praise the Lord) (O Gott, dir sei Ehre [Preist den Herrn]) (englisch)
- 307 Jesus Is the Answer (Jesus ist die Antwort) (englisch)
- 323 Amazing Grace (O Wunder der Barmherzigkeit) (englisch)
- 328 Lord, I Lift Your Name on High (Herr, dein Name sei erhöht) (englisch)
- 334 Give Thanks with a Grateful Heart (Hab Dank von Herzen, Herr [Der Grund unsrer Dankbarkeit]) (englisch)
- 351 There is a Redeemer (Er ist der Erlöser [Danke, lieber Vater]) (englisch)
- 362 Jesus, Draw Me Close (Jesus nah, ganz nah) (englisch)
- 374 Jesus In My House (Thank you heavenly father) (Danke, Vater, für das Leben [Jesus in meinem Haus]) (englisch)
- 382 Jesus, You're Everything to Me (Jesus, du allein bist genug) (englisch)
- 383 My Life is in You, Lord (In dir ist mein Leben [in dir meine Stärke]) (englisch)
- 384 The Greatest Thing (Das Höchste meines Lebens) (englisch)
- 414 God Will Make a Way (Gott zeigt mir den Weg) (englisch)
- 421 You Are My All In All (You Are My Strength When I Am Weak) (Du bist die Kraft, die mir oft fehlt [Alles bist du mir, Herr]) (englisch)
- 422 You Are My Hiding Place (Kanon) (Du bist mein Zufluchtsort [ich berge mich in deiner Hand]) (englisch)